# Islande aux Jeux olympiques d'hiver de 1976
L'Islande participe aux Jeux olympiques d'hiver de 1976, organisés à Innsbruck en Autriche. Cette nation prend part aux Jeux olympiques d'hiver pour la neuvième fois de son histoire. La délégation islandaise, formée de 8 athlètes (6 hommes et 2 femmes), ne remporte pas de médaille.

## Résultats

### Hommes
| Athlète           | Épreuve      | Manche 1      | Manche 1 | Manche 2      | Manche 2 | Total         | Total |
| Athlète           | Épreuve      | Temps         | Rang     | Temps         | Rang     | Temps         | Rang  |
| ----------------- | ------------ | ------------- | -------- | ------------- | -------- | ------------- | ----- |
| Árni Óðinsson     | Slalom géant | 2 min 05 s 28 | 73       | DNF           | –        | DNF           | –     |
| Tómas Leifsson    | Slalom géant | 2 min 01 s 83 | 67       | 2 min 03 s 54 | 46       | 4 min 05 s 37 | 46    |
| Haukur Jóhannsson | Slalom géant | 2 min 01 s 76 | 64       | DNF           | –        | DNF           | –     |
| Sigurður Jónsson  | Slalom géant | 1 min 58 s 46 | 57       | 1 min 57 s 76 | 37       | 3 min 56 s 22 | 39    |
| Tómas Leifsson    | Slalom       | DNF           | –        | –             | –        | DNF           | –     |
| Haukur Jóhannsson | Slalom       | 1 min 10 s 89 | 40       | 1 min 13 s 16 | 31       | 2 min 24 s 05 | 32    |
| Sigurður Jónsson  | Slalom       | 1 min 07 s 28 | 32       | 1 min 10 s 06 | 23       | 2 min 17 s 34 | 24    |

#### Femmes
| Athlète                | Épreuve      | Manche 1 | Manche 1 | Manche 2 | Manche 2 | Total         | Total |
| Athlète                | Épreuve      | Temps    | Rang     | Temps    | Rang     | Temps         | Rang  |
| ---------------------- | ------------ | -------- | -------- | -------- | -------- | ------------- | ----- |
| Steinunn Sæmundsdóttir | Slalom géant |          |          |          |          | 1 min 41 s 07 | 36    |
| Jórunn Viggósdóttir    | Slalom géant |          |          |          |          | 1 min 40 s 81 | 35    |
| Jórunn Viggósdóttir    | Slalom       | DNF      | –        | –        | –        | DNF           | –     |
| Steinunn Sæmundsdóttir | Slalom       | 53 s 55  | 24       | 51 s 17  | 16       | 1 min 44 s 72 | 16    |

### Ski de fond

#### Hommes
| Épreuve | Athlète             | Course             | Course |
| Épreuve | Athlète             | Temps              | Rang   |
| ------- | ------------------- | ------------------ | ------ |
| 15 km   | Trausti Sveinsson   | 52 min 50 s 29     | 69     |
| 15 km   | Halldór Matthíasson | 48 min 42 s 22     | 47     |
| 30 km   | Halldór Matthíasson | 1 h 50 min 02 s 09 | 64     |
| 30 km   | Trausti Sveinsson   | 1 h 47 min 48 s 45 | 63     |
| 50 km   | Halldór Matthíasson | 3 h 02 min 51 s 17 | 42     |